# Струков, Игорь Валентинович
Игорь Валентинович Струков (род. 1975, Ташкент, Узбекская ССР, СССР) — российский энергетик и государственный деятель. Глава администрации Кировского района города Саратова (16 октября 2023 — 1 октября 2024).

## Биография
Родился в 1975 году в городе Ташкенте. Закончил Саратовский государственный технический университет.
С 1994 по 2007 годы — слесарь по ремонту оборудования котельных и пылеприготовительных цехов третьего разряда в кооперативе «Эдем» в городе Ташкенте. Затем старший мастер котельного и турбинного оборудования 1 группы и на других руководящих должностях на Саратовской ТЭЦ-2.
С 2008 по 2016 годы — работа в Территориальном управлении по теплоснабжению в городе Саратове ПАО «Т Плюс» в должностях заместителя главного инженера.
С марта 2017 года по ноябрь 2018 года — технический директор — главный инженер Территориального управления по теплоснабжению в городе Балаково ПАО «Т Плюс».
С 30 ноября 2018 года — директор-главный инженер Территориального управления по теплоснабжению в городе Саратове ПАО «Т Плюс».
С 16 октября 2023 по 1 октября 2024 — исполняющий обязанности, а затем глава администрации Кировского район города Саратова.